# Bílá (Číměř)
Bílá (dříve Vyšpachy, německy Weissenbach) je malá vesnice, část obce Číměř v okrese Jindřichův Hradec v Jihočeském kraji. Nachází se dva kilometry severozápadně od Číměře. Prochází zde silnice II/149. Bílá leží v katastrálním území Bílá u Sedla o rozloze 4,77 km².

## Historie
První písemná zmínka o vesnici pochází z roku 1487. V letech 1938 až 1945 byly Vyšpachy  (v důsledku uzavření Mnichovské dohody) přičleněny k nacistickému Německu.

## Obyvatelstvo
| Rok            | 1869 | 1880 | 1890 | 1900 | 1910 | 1921 | 1930 | 1950 | 1961 | 1970 | 1980 | 1991 | 2001 | 2011 | 2021 |
| -------------- | ---- | ---- | ---- | ---- | ---- | ---- | ---- | ---- | ---- | ---- | ---- | ---- | ---- | ---- | ---- |
| Počet obyvatel | 162  | 164  | 140  | 118  | 125  | 128  | 132  | 92   | 60   | 44   | 30   | 15   | 12   | 25   | 15   |
| Počet domů     | 26   | 26   | 26   | 24   | 25   | 25   | 23   | 21   | 16   | 14   | 12   | 18   | 20   | 20   | 24   |

## Obecní správa
Při sčítání lidu v letech 1850–1899 Bílá byla osadou obce Číměř v okrese Jindřichův Hradec. V letech 1900–1960 byla samostatnou obcí v okrese Jindřichův Hradec. V letech 1961–1979 byla částí obce Sedlo v okrese Jindřichův Hradec. Od 1. července 1979 je opět částí obce Číměř v okrese Jindřichův Hradec.

## Další fotografie

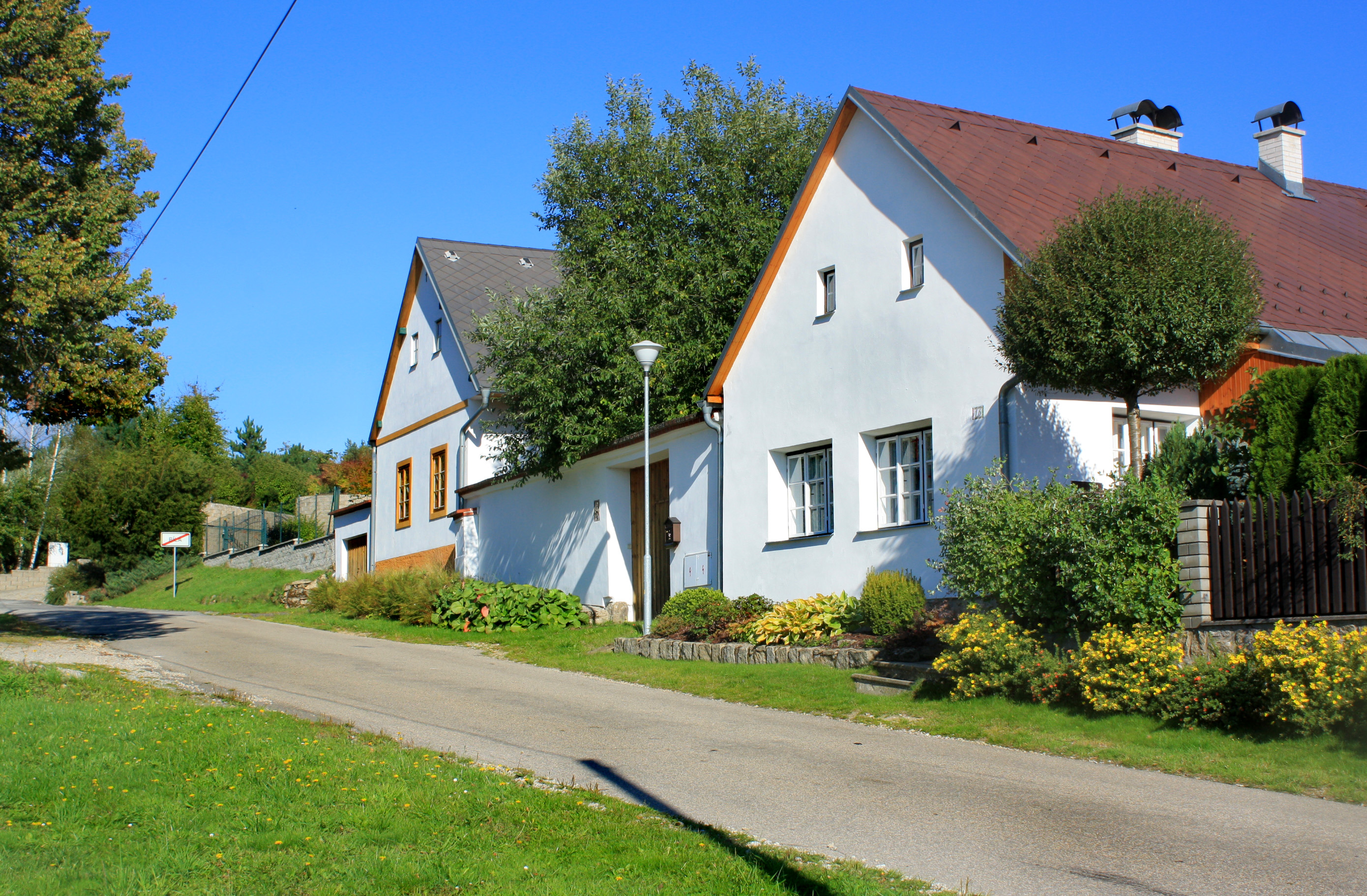
Horní část vesnice
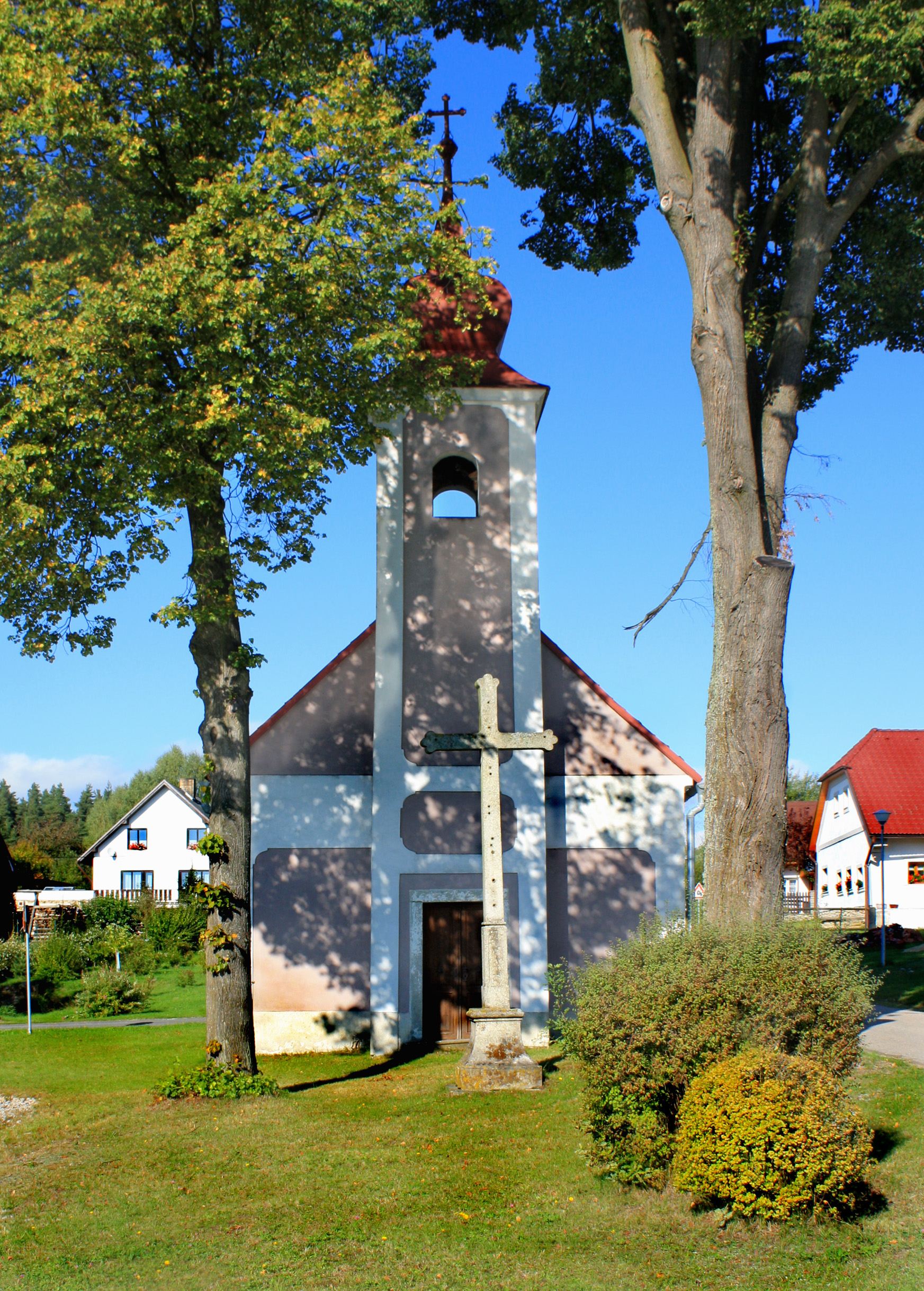
Kostelík na návsi
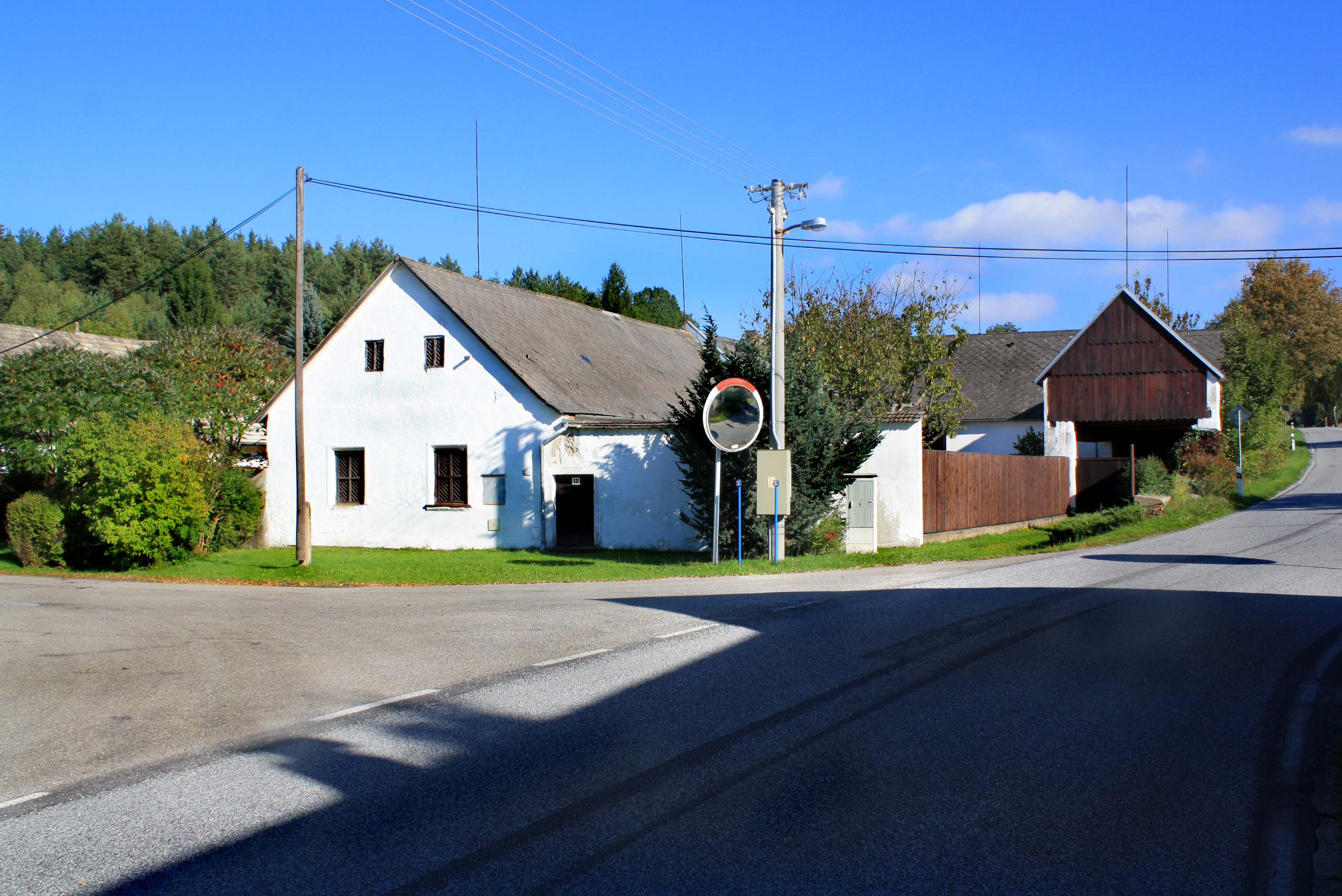
Dolní část vesnice u silnice II/149